# Shap

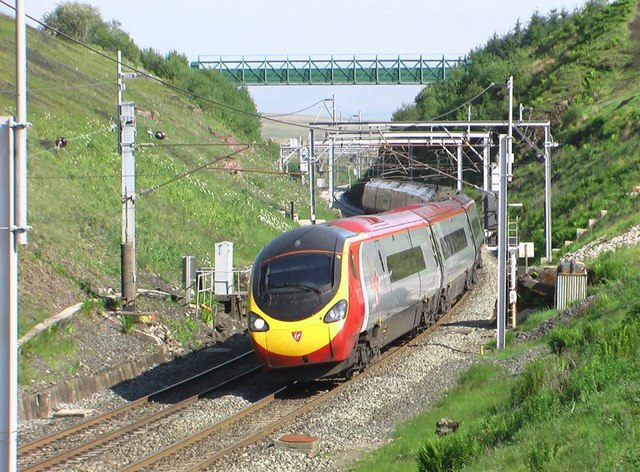
Shap Summit Eisenbahnstrecke 2006

Shap ist ein Ort mit 1218 (Stand 2022) Einwohnern in Cumbria im Nordwesten Englands. Der Ort besitzt seit dem 17. Jahrhundert das Marktrecht. 

## Verkehr

### Straße
Shap liegt nahe an Englands längster Autobahn, der M6, und ist über die 1 km südlich liegende Anschlussstelle Shap/Hardendale daran angeschlossen. Nördlich und südlich dieser Anschlussstelle teilt sich die Autobahn geländebedingt in separate, räumlich getrennte Fahrbahnen auf.
Die Fernstraße A6 durchquert den Ort. 

### Schiene
Der Ort liegt heute an der West Coast Main Line der Eisenbahn. Dieser Teil der Bahnstrecke wurde am 17. Dezember 1846 als Lancaster and Carlisle Railway eröffnet. Der damals ebenfalls eingerichtete Bahnhof wurde 1968 wieder geschlossen.
Bekannt ist der Ort für den Shap Summit, einen Geländepass, über den sowohl die Autobahn als auch die Eisenbahnlinie führt.

### Wanderwege
Auf dem Coast to Coast Walk, der Shap durchquert, ist der Ort nach der klassischen Einteilung ein Etappenziel und markiert etwa die westliche Drittelung.

## Sonstiges
Bei Shap wird ein rosafarbener Granit abgebaut, der Shap granite. Der Grabhügel Hill of Skulls liegt im Norden des Dorfes, östlich der Steinkreis von Castlehowe Scar.

## Persönlichkeiten
- John Mill (um 1645–1707), Theologe